# Unuk
Unuk je priimek v Sloveniji.

## Znani nosilci priimka
- Drago Unuk (*1962), jezikoslovec
- Ivana Unuk, umetnostna zgodovinarka, kustosinja pedagoginja
- Jana Unuk (*1959), prevajalka in urednica
- Lara Unuk, klasična filologinja, grecistka
- Laura Unuk (*1999), šahistka
- Metka Unuk Tomšič, klavirka pedagoginja
- Simon Unuk, alpinist
- Tatjana Unuk (Ternar), agronomka
- Tina Unuk Nahberger (*1990), ?
- Žiga Unuk, gradbenik